# Вентнор Сити
Вентнор Сити (енгл. Ventnor City) град је у америчкој савезној држави Њу Џерзи. По попису становништва из 2010. у њему је живело 10.650 становника.

## Демографија
Према попису становништва из 2010. у граду је живело 10.650 становника, што је 2.260 (17,5%) становника мање него 2000. године.
| Група             | 2000.         | 2010.         |
| Белци             | 9.145 (70,8%) | 7.224 (67,8%) |
| Афроамериканци    | 379 (2,9%)    | 453 (4,3%)    |
| Азијати           | 962 (7,5%)    | 924 (8,7%)    |
| Хиспаноамериканци | 2.213 (17,1%) | 1.922 (18,0%) |
| Укупно            | 12.910        | 10.650        |